# Обманутые надежды
«На чужбине»  (оригинальное название — IAST: Pardes) — индийская музыкальная мелодрама, вышедшая в прокат 8 августа 1997 года. Фильм занял третье место в списке хитов 1997 года.

## Сюжет
Эмигранту из Индии Кишору Лале удаётся обосноваться в США и стать миллионером. Но все годы, проведённые на чужбине, он не забывает о родине. Для того, чтобы привить своему сыну Радживу, выросшему американцем, любовь к индийской культуре, он решает подобрать ему традиционную индийскую жену. Выбор падает на Гангу, дочь его старого друга Сураджа. Замыслы успешно претворяются в жизнь: сын, съездив с братом в Индию, привозит в Америку молодую невесту. Но, оказавшись в США Ганга понимает, что жених не соответствует её представлениям о будущем муже и не собирается ради неё менять свой образ жизни. Кроме того, оправдать надежды Кишора Лалы ей мешает чувство привязанности к Арджуну, брату жениха, с которым у Ганги находится всё больше общего. Вскоре оба понимают, что любят друг друга, однако связанный обещанием с Кишором Лалой, Арджун вынужден постоянно оправдывать Раджива перед Гангой. Лишь после попытки изнасилования со стороны Раджива Арджун и Ганга открывают Кишору Лалу правду о его сыне. Поняв, что он обманулся в своих надеждах, Кишор Лал отказывает своему сыну в женитьбе на Ганге и даёт согласие на брак Арджуна с любимой девушкой.

## В ролях
| Актёр            | Роль         |
| ---------------- | ------------ |
| Шахрукх Кхан     | Арджун Сагар |
| Амриш Пури       | Кишор Лал    |
| Махима Чаудхари  | Кусум Ганга  |
| Апурва Агнихотри | Раджив       |
| Алок Натх        | Сурадж Дев   |
| Мадхури Бхатиа   | Нита         |
| Смита Джайкар    | Падма        |
| Дина Патхак      | мать Сураджа |
| Химани Шивпури   | Кулванти     |

## Награды
| Filmfare Awards    |                     |                                  |                                    |
| 1998               | Filmfare Awards     | Новое лицо года                  | Махима Чаудхари                    |
| 1998               | Filmfare Awards     | Лучшая закадровая вокалистка     | Алка Ягник за «Zara Tasveer Se Tu» |
| 1998               | Filmfare Awards     | Лучший сценарий                  | Субхаш Гхай                        |
| Zee Cine Awards    |                     |                                  |                                    |
| 1998               | Lux Zee Cine Awards | Лучший актёрский дебют (женский) | Махима Чаудхари                    |
| 1998               | Lux Zee Cine Awards | Лучшее лицо года                 | Махима Чаудхари                    |
| Star Screen Awards |                     |                                  |                                    |
| 1998               | Star Screen Awards  | Лучший композитор                | Надим-Шраван                       |

## Саундтрек
| Цифра | Песня                 | Перевод               | Исполнитель(и)                                                    |
| ----- | --------------------- | --------------------- | ----------------------------------------------------------------- |
| 1     | Do Dil Mil Rahe Hain  | ...                   | Кумар Сану                                                        |
| 2     | Meri Mehbooba         | Моя Любовь            | Кумар Сану, Алка Ягник                                            |
| 3     | Yeh Dil Deewana       | ...                   | Сону Нигам, Хема Сардесаи, Шанкар Махадеван, Эхсаан Нури (Эхсаан) |
| 4     | I Love My India       | Моя Любимая Индия     | Харихаран, Кавита Кришнамурти, Шанкар Махадеван, Адитья Нараян    |
| 5     | I Love My India (2)   | Моя любимая Индия     | Кавита Кришнамурти                                                |
| 6     | My First Day in USA   | Мой первый день в США | Хема Сардесаи                                                     |
| 7     | Nahin Hona Tha        | ...                   | Алка Ягник, Хема Сардесаи, Удит Нараян, Сабри Брос (Яипури)       |
| 8     | Jahan Piya Wahan Main | ...                   | Шанкар Махадеван, К.С.Чизра                                       |
| 9     | Title Music           | ...                   | Сапна Авастхи, Шанкар Махадеван                                   |